# Al-Qiyama
Al-Qiyama  (arabe : سُورَةُ ٱلْقِيَامَةِ, français : La Résurrection) est le nom traditionnellement donné à la 75e sourate du Coran, le livre sacré de l'islam. Elle comporte 40 versets. Rédigée en arabe comme l'ensemble de l'œuvre religieuse, elle fut proclamée, selon la tradition musulmane, durant la période mecquoise.

## Origine du nom
Bien que le titre ne fasse pas directement partie du texte coranique, la tradition musulmane a donné comme nom à cette sourate La Résurrection, en référence au contenu du premier verset : « 1.  Non ! Je jure par le Jour de la Résurrection ! ».

## Historique
Il n'existe à ce jour pas de sources ou documents historiques permettant de s'assurer de l'ordre chronologique des sourates du Coran. Néanmoins selon une chronologie musulmane attribuée à Ǧaʿfar al-Ṣādiq (VIIIe siècle) et largement diffusée en 1924 sous l’autorité d’al-Azhar,, cette sourate occupe la 31e place. Elle aurait été proclamée pendant la période mecquoise, c'est-à-dire schématiquement durant la première partie de l'histoire de Mahomet avant de quitter La Mecque. Contestée dès le XIXe par des recherches universitaires, cette chronologie a été revue par Nöldeke,, pour qui cette sourate est la 36e.
Les sourates de la fin du Coran sont généralement considérées comme appartenant aux plus anciennes. Elles se caractérisent par des particularités propres. Elles sont brèves, semblent issues de proclamations oraculaires (ce qui ne signifie pas, pour autant, qu’elles en sont des enregistrements), elles contiennent de nombreux hapax...
Pour Nöldeke et Schwally, la quasi-totalité des sourates 69 à 114 sont de la première période mecquoise. Neuwirth les classe en quatre groupes supposés être chronologiques. Bien que reconnaissant leur ancienneté, certains auteurs refusent de les qualifier de « mecquoise », car cela présuppose un contexte et une version de la genèse du corpus coranique qui n’est pas tranchée. Cette approche est spéculative.
En effet, ces textes ne sont pas une simple transcription sténographique de proclamation mais sont des textes écrits, souvent opaques, possédant des strates de composition et des réécritures Cela n’empêche pas ces sourates de fournir des éléments contextuels (comme l’attente d’une Fin des Temps imminente chez les partisans de Mahomet). Ces textes sont marqués par une forme de piété tributaire du christianisme oriental.
Neuwirth considère que cette sourate est un texte unifié tandis que Bell considère qu’elle est la réunion de plusieurs textes. Ce texte semble donc avoir connu un « processus d’écriture et de réécriture, mais qui a été organisé de manière a ce que la sourate fasse preuve d’une réelle cohérence thématique ».

## Interprétations
Les versets 16-19 posent question quant à leur rapport avec le reste de la sourate. Pour Azaiez, ils sont un métatexte permettent d’unir deux textes disjoint : « Seraient-ils dès lors un indice supplémentaire d’une activité rédactionnelle et de composition ? ». Ernst, évoqué par Pregill, a montré en 2011 que ces versets sont une glose cassant la symétrie de la composition du texte.
Pour Dye, l’Évangile selon Matthieu (24.29) est un sous-texte évident, parmi d’autres, de cette sourate.

Texte de la sourate (Coran datant de 1874)
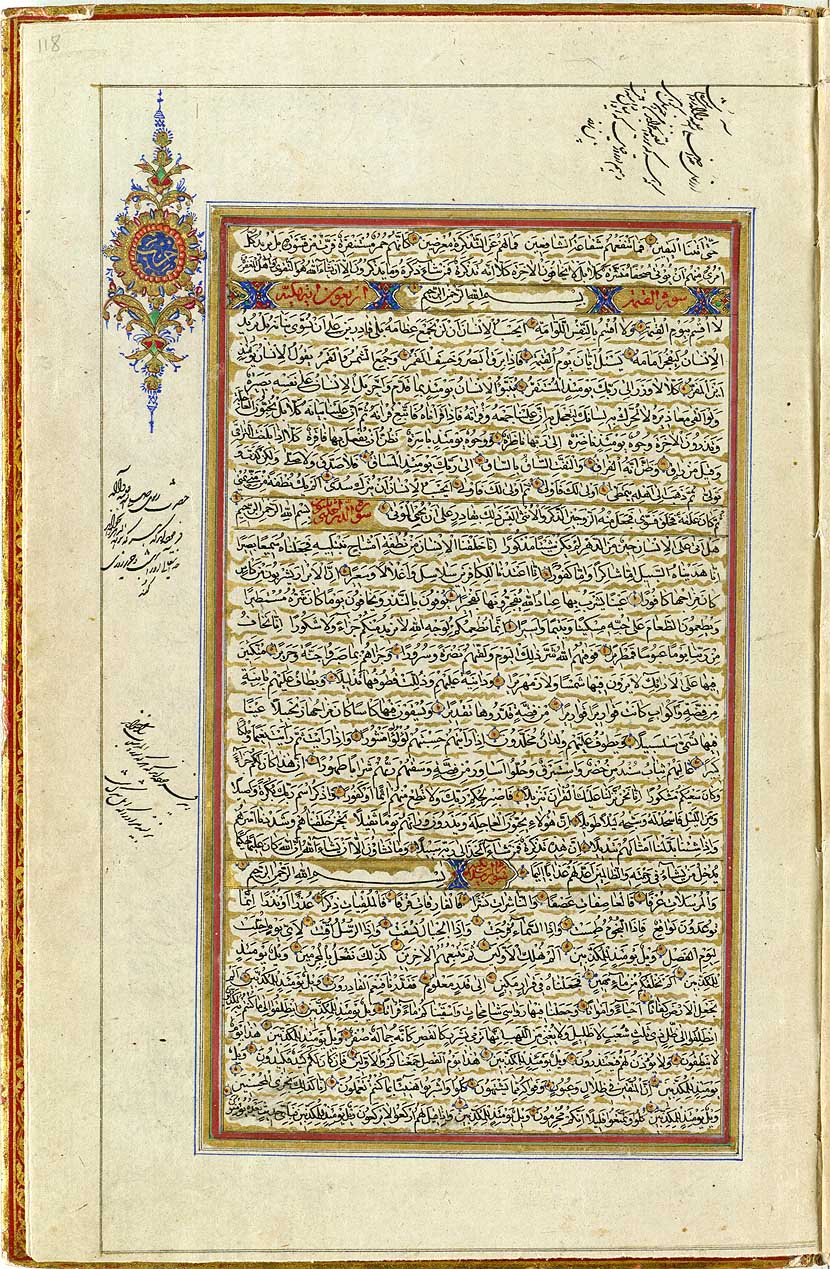